# Àssovo
Àssovo (en rus: Асово) és un poble del krai de Perm, a Rússia, que en el cens del 2010 tenia 826 habitants.